# Noord Saliña
Noord Saliña (pap. Nort di Saliña, Nort'i Saliña) – dzielnica (wijk) miasta Kralendijk w gminie zamorskiej Bonaire, na wyspie o tej samej nazwie, w Holandii Karaibskiej. Była początkowo jedną z pierwszych wiosek wyspy. Widnieje we fladze gminy zamorskiej, jako jeden z sześciu promieni gwiazdy. 1 stycznia 2020 r. liczyła 1332 mieszkańców. Leży w północnej części miasta. Wszystkie nazwy ulic w dzielnicy nazwane są na cześć plemion indyjskich. Wiele mieszkańców dzielnicy dumnie podkreśla swoje indiańskie korzenie. Znajduje się tutaj stadion Sentro di Bario Nort'i Salina. 

## Historia
W epoce Holenderskiej Kompanii Zachodnioindyjskiej we wiosce osiedlali się północnoamerykańscy Indianie, pochodzący z Nowych Niderlandów. Razem z Europejczykami tworzyli zamknięte społeczeństwo, którego nie łatwo było podbić. Zajmowali się rybołówstwem, rolnictwem i żeglarstwem.
Wiele domów ozdobionych jest na zewnątrz indyjskim nakryciem głowy. Mieszkańcy chcą przez to podkreślić swoje pochodzenie. 

## Kultura
W dniach 24 i 29 czerwca każdego roku obchodzi się tutaj uroczystość Świętych Apostołów Piotra i Pawła. Każdemu, kto ma na imię Jan, Joanna bądź Piotr i Piotra śpiewana jest przed domem serenada.
W dzielnicy znajduje się jedna z większych szkół podstawowych na wyspie (Skol Amplio Papa Cornes).